# Federico Sanseverino
Federico Sanseverino, francisé Frédéric de Saint Severin (né en 1475/1477 à Naples en Campanie, Italie, alors dans le royaume de Naples, et mort à Rome, le 9 août 1516), est un cardinal italien de l'Église catholique.

## Biographie
Federico Sanseverino est le fils de Roberto Sanseverino d'Aragona et d'Elisabetta da Montefeltro (fille de Frédéric III de Montefeltro). Il est de la famille des cardinaux Guglielmo Sanseverino (1378), Antonio Sanseverino, O.S.Io.Hieros. (1527), Lucio Sanseverino (1621) et Stanislao Sanseverino (1816).
Il est clerc de Milan et protonotaire apostolique. Il est abbé commendataire de  S. Bartolomeo à Novare et abbé commendataire de S. Lorenzo à Crémone. En 1481, il est nommé administrateur apostolique de Maillezais et en 1505 administrateur de Novare. Sanseverino est un chasseur passionné. 
Il est créé cardinal par le pape Innocent VIII, au consistoire du 9 mars 1489. Sa création n'est pas publiée, vu son jeune âge. Elle ne l'est que durant le sede vacante, en juillet 1492. Il est arrêté en 1494 avec le cardinal Bernardino Lunati, sur ordre du pape. Il est libéré après quelques jours. En 1496, il est nommé administrateur de Thérouanne et, en 1497, administrateur de l'archidiocèse de Vienne. Sanseverino est nommé légat apostolique de la province du Patrimoine en 1504. Il joint les opposants schismatiques du pape. Il est menacé d'emprisonnement au château Saint-Ange et s'enfuit à Milan. Sanseverino ne siège pas au concile de Pise (il donne sa voix, et il est légat du concile), mais il persiste dans la rébellion contre le pape. Il est privé de son cardinalat et de ses bénéfices. En 1513, il est arrêté à Florence, mais il se soumet au pape et condamne le concile schismatique. Quand un de ses domestiques tue un garde du pape, Sanseverino est de nouveau arrêté. Il prouve son innocence. Il est libéré.
Le cardinal Sansverino participe au conclave de 1492 (élection d'Alexandre VI), aux conclaves de 1503 (élection de Pie III et de Jules II). Il ne participe pas au conclave de 1513 (élection de Léon X).